# 弗亞佐韋茨 (日托米爾州)
50°30′27″N 28°15′39″E / 50.50750°N 28.26083°E
弗亞佐韋茨（羅馬化：Viazovets）是烏克蘭北部的村莊，隸屬日托米爾州的日托米爾區。該村始建於1879年，面積0.14平方公里，海拔高度228米，2001年人口267。